# Syngnathus affinis
Syngnathus affinis är en fiskart som beskrevs av Günther 1870. Syngnathus affinis ingår i släktet Syngnathus och familjen kantnålsfiskar. Inga underarter finns listade i Catalogue of Life.